# 13320 Jessicamiles
13320 Jessicamiles è un asteroide della fascia principale. Scoperto nel 1998, presenta un'orbita caratterizzata da un semiasse maggiore pari a 2,3141458 UA e da un'eccentricità di 0,1785382, inclinata di 3,77919° rispetto all'eclittica.